# Campeonato Mundial Femenino de fútbol sala 2011
El Campeonato Mundial Femenino de fútbol sala de 2011 se disputó en Fortaleza (Brasil) entre el 5 y el 10 de diciembre, fue la segunda edición de este torneo celebrado bajo las reglas FIFA de fútbol sala, pero sin organización de la FIFA.

## Equipos participantes
| Angola    | Brasil | Japón    | Rusia     |
| Argentina | España | Portugal | Venezuela |

## Fase de grupos

### Grupo A
| Equipo    | Pts | PJ | PG | PE | PP | GF | GC | Dif |
| --------- | --- | -- | -- | -- | -- | -- | -- | --- |
| Brasil    | 9   | 3  | 3  | 0  | 0  | 28 | 1  | 27  |
| España    | 6   | 3  | 2  | 0  | 1  | 17 | 6  | 11  |
| Venezuela | 3   | 3  | 1  | 0  | 2  | 7  | 23 | -16 |
| Angola    | 0   | 3  | 0  | 0  | 3  | 1  | 23 | -22 |

| 5 de diciembre de 2011 | Angola   | 1:7 (1:1) | España                                                                               | Paulo Sarasate, Fortaleza                              |                                                        |
|                        | Irene 3' | Reporte   | 8' 26' Fátima · 29' Irene · 30' Anita Luján · 35' Loyde · 35' Pitu · 38' Sara Moreno | Árbitro(s): Mário Fernando Lobo Silva Shibamura Yoichi | Árbitro(s): Mário Fernando Lobo Silva Shibamura Yoichi |

| 5 de diciembre de 2011 | Brasil | 14:0 (8:0) | Venezuela | Paulo Sarasate, Fortaleza                 |                                           |
|                        | Vanessa 3' 23' · Neguinha 5' · Ju Delgado 9' 20' · Jéssika 10' 20' 16' · Luciléia 11' 35' · Marcela 21' 25' 36' · Ariane 32' | Reporte    |           | Árbitro(s): Marcelo Bais Shibamura Yoichi | Árbitro(s): Marcelo Bais Shibamura Yoichi |

| 6 de diciembre de 2011 | Venezuela                                          | 4:0 (3:0) | Angola | Paulo Sarasate, Fortaleza                              |                                                        |
|                        | Bárbara 5' · Heide 14' · Yaremi 20' · Helianny 26' | Reporte   |        | Árbitro(s): Shibamura Yoichi Mário Fernando Lobo Silva | Árbitro(s): Shibamura Yoichi Mário Fernando Lobo Silva |

| 6 de diciembre de 2011 | Brasil                       | 2:1 (2:1) | España          | Paulo Sarasate, Fortaleza                          |                                                    |
|                        | Jessiquinha 9' · Vanessa 16' | Reporte   | Sara Moreno 10' | Árbitro(s): Marcelo Bias Mário Fernando Lobo Silva | Árbitro(s): Marcelo Bias Mário Fernando Lobo Silva |

| 7 de diciembre de 2011 | España | 9:3 (3:1) | Venezuela                           | Paulo Sarasate, Fortaleza                          |                                                    |
|                        | Natalia Flores 5' 13' · Patri Chamorro 17' · Ampi 22' · Marta Rodríguez 24' · Isa García 30' · Sara Moreno 30' · Sara Iturriaga 33' · Pitu 37' | Reporte   | 20' Yaremi · 28' Mayuri · 39' Rivas | Árbitro(s): Mário Fernando Lobo Silva Marcelo Bais | Árbitro(s): Mário Fernando Lobo Silva Marcelo Bais |

| 7 de diciembre de 2011 | Brasil | 12:0 (7:0) | Angola | Paulo Sarasate, Fortaleza                 |                                           |
|                        | Cely 5' · Ariane 8' · Ju Delgado 10' · Jéssika 12' · Gaby 13' 15' 38' · Lucileia 19' · Jessiquinha 22' · Marcela 25' 39' · Luciléia 30' | Reporte    |        | Árbitro(s): Shibamura Yoichi Marcelo Bais | Árbitro(s): Shibamura Yoichi Marcelo Bais |

### Grupo B
| Equipo    | Pts | PJ | PG | PE | PP | GF | GC | Dif |
| --------- | --- | -- | -- | -- | -- | -- | -- | --- |
| Portugal  | 9   | 3  | 3  | 0  | 0  | 13 | 2  | 11  |
| Rusia     | 6   | 3  | 2  | 0  | 1  | 5  | 6  | -1  |
| Argentina | 1   | 3  | 0  | 1  | 2  | 5  | 10 | -5  |
| Japón     | 1   | 3  | 0  | 1  | 2  | 1  | 6  | -5  |

| 5 de diciembre de 2011 | Portugal                                                      | 4:0 (3:0) | Japón | Paulo Sarasate, Fortaleza                                               |                                                                         |
|                        | Sofía Ferreira 6' · Melissa Antunes 11' 23' · Ana Azevedo 16' | Reporte   |       | Árbitro(s): Katiucia Meneguzzi dos Santos Alana Jussara da Silva Lucena | Árbitro(s): Katiucia Meneguzzi dos Santos Alana Jussara da Silva Lucena |

| 5 de diciembre de 2011 | Rusia                                            | 4:2 (4:0) | Argentina               | Paulo Sarasate, Fortaleza                                              |                                                                        |
|                        | Semenova 6' · Ivanitskaya 8' 11' · Deripasko 18' | Reporte   | 35' Ivleva · 36' Carina | Árbitro(s): Alane Jussara da Silva Lucena Renata Neves Leite de Brasil | Árbitro(s): Alane Jussara da Silva Lucena Renata Neves Leite de Brasil |

| 6 de diciembre de 2011 | Japón | 0:1 (0:1) | Rusia       | Paulo Sarasate, Fortaleza                              |                                                        |
|                        |       | Reporte   | 5' Semenova | Árbitro(s): Giselle Torri Renata Neves Leite de Brasil | Árbitro(s): Giselle Torri Renata Neves Leite de Brasil |

| 6 de diciembre de 2011 | Argentina                 | 2:5 (1:3) | Portugal                                                                           | Paulo Sarasate, Fortaleza                                    |                                                              |
|                        | Clarissa 20' · Cintia 40' | Reporte   | 2' Ana Azevedo · 5' 28' Daniela Ferreira · 16' Melissa Antunes · 35' María Martins | Árbitro(s): Marcelino Blázquez Katiucia Meneguzzi dos Santos | Árbitro(s): Marcelino Blázquez Katiucia Meneguzzi dos Santos |

| 7 de diciembre de 2011 | Portugal                                                       | 4:0 (2:0) | Rusia | Paulo Sarasate, Fortaleza                         |                                                   |
|                        | Melissa Antunes 4' 10' · Sofía Vieira 28' · Natalina Silva 40' | Reporte   |       | Árbitro(s): Renata Neves Leite Marcelino Blázquez | Árbitro(s): Renata Neves Leite Marcelino Blázquez |

| 7 de diciembre de 2011 | Japón     | 1:1 (0:1) | Argentina  | Paulo Sarasate, Fortaleza                               |                                                         |
|                        | Kaede 27' | Reporte   | 15' Cintia | Árbitro(s): Alana Jussara da Silva Lucena Giselle Torri | Árbitro(s): Alana Jussara da Silva Lucena Giselle Torri |

## Quinto a octavo lugar

### Play-Offs
| 8 de diciembre de 2011 | Venezuela                | 2:5 (0:2) | Japón                                                       | Paulo Sarasate, Fortaleza                                              |                                                                        |
|                        | Yaremi 21' · Bárbara 38' | Reporte   | 14' Mase · 19' Misato · 22' Kirin · 24' Kaede · 37' Konatsu | Árbitro(s): Katiucia Menguzzi dos Santos Alane Jussara da Silva Lucena | Árbitro(s): Katiucia Menguzzi dos Santos Alane Jussara da Silva Lucena |

| 8 de diciembre de 2011 | Argentina                                           | 5:1 (4:0) | Angola    | Paulo Sarasate, Fortaleza                       |                                                 |
|                        | Carina 4' 5' · Cintia 6' · Clarisa 19' · Débora 21' | Reporte   | 22' Irene | Árbitro(s): Shibamura Yoichi Renata Neves Leite | Árbitro(s): Shibamura Yoichi Renata Neves Leite |

### Séptimo y octavo lugar
| 9 de diciembre de 2011 | Venezuela                       | 6:2 (3:1) | Angola    | Paulo Sarasate, Fortaleza                 |                                           |
|                        | Nayre 7' · Ylvi 8' · Yaremi 20' | Reporte   | 2' Tarcia | Árbitro(s): Marcelo Bais Shibamura Yoichi | Árbitro(s): Marcelo Bais Shibamura Yoichi |

### Quinto y sexto lugar
| 9 de diciembre de 2011 | Japón                          | 3:2 (1:0) | Argentina                  | Paulo Sarasate, Fortaleza                               |                                                         |
|                        | Egu 15' · Kirin 24' · Kana 35' | Reporte   | 28' María Pia · 31' Cintia | Árbitro(s): Alane Jussara da Silva Lucena Giselle Torri | Árbitro(s): Alane Jussara da Silva Lucena Giselle Torri |

## Fase final

### Cuadro general
|  | Semifinales            | Semifinales            |   |           | Final                   | Final                   |  |
|  | 9 de diciembre de 2011 | 9 de diciembre de 2011 |   |           | 10 de diciembre de 2011 | 10 de diciembre de 2011 |  |
|  |                        |                        |   |           |                         |                         |  |
|  | Fortaleza              |                        |   |           |                         |                         |  |
|  | Brasil                 | 5                      |   |           |                         |                         |  |
|  | Rusia                  | 1                      |   |           |                         |                         |  |
|  |                        |                        |   |           |                         |                         |  |
|  |                        |                        |   |           | Fortaleza               |                         |  |
|  |                        |                        |   |           | Brasil (t.s.)           | 4                       |  |
|  |                        | España                 | 3 |           |                         |                         |  |
|  |                        |                        |   |           |                         |                         |  |
|  |                        |                        |   |           |                         |                         |  |
|  |                        |                        |   |           | Tercer lugar            |                         |  |
|  | Fortaleza              | Fortaleza              |   | Fortaleza | Fortaleza               |                         |  |
|  | Portugal               | 3                      |   | Portugal  | 3                       |                         |  |
|  | España                 | 4                      |   |           | Rusia                   | 0                       |  |

### Semifinales
| 9 de diciembre de 2011 | Portugal                               | 3:4 (3:1) | España                                                                     | Paulo Sarasate, Fortaleza                    |                                              |
|                        | Ana Azevedo 2' 8' · Melissa Antunes 3' | Reporte   | 18' Anita Luján · 27' Daniela Ferreira · 33' Claudia Pons · 37' Isa García | Árbitro(s): Renata Neves Leite Giselle Torri | Árbitro(s): Renata Neves Leite Giselle Torri |

| 9 de diciembre de 2011 | Brasil                                     | 5:1 (2:0) | Rusia         | Paulo Sarasate, Fortaleza                                |                                                          |
|                        | Taty 5' · Jéssika 16' 27' · Ju Delgado 28' | Reporte   | 39' Litvinova | Árbitro(s): Mario Fernando Lobo Silva Marcelino Blázquez | Árbitro(s): Mario Fernando Lobo Silva Marcelino Blázquez |

### Tercer y cuarto lugar
| 10 de diciembre de 2011 | Portugal                              | 3:0 (3:0) | Rusia | Paulo Sarasate, Fortaleza                                    |                                                              |
|                         | Rita Martins 6' 16' · Sônia Coelho 8' | Reporte   |       | Árbitro(s): Marcelino Blázquez Alane Jussara da Silva Lucena | Árbitro(s): Marcelino Blázquez Alane Jussara da Silva Lucena |

### Final
| 10 de diciembre de 2011 | España                                          | 3:4 (3:3, 1:0) (t. s.)(0:1 t. s.) | [[Selección de fútbol sala de Brasil\|Brasil]] | Paulo Sarasate, Fortaleza                          |                                                    |
|                         | Isa García 2' · Sara Moreno 30' · Rosángela 39' | Reporte                           | 21' Marcela · 33' Jéssika · 40' 44' Vanessa    | Árbitro(s): Mário Fernando Lobo Silva Marcelo Bais | Árbitro(s): Mário Fernando Lobo Silva Marcelo Bais |

|                             |
| Bandera de Brasil           |
| Campeona Brasil 2.do Título |

## Tabla general
| Pos. | Equipo    | Pts | J | G | E | P | GF | GC | Dif. | Rend. |
| ---- | --------- | --- | - | - | - | - | -- | -- | ---- | ----- |
| 1    | Brasil    | 15  | 5 | 5 | 0 | 0 | 37 | 5  | 32   | 100%  |
| 2    | España    | 9   | 5 | 3 | 0 | 2 | 24 | 13 | 11   | 60%   |
| 3    | Portugal  | 12  | 5 | 4 | 0 | 1 | 19 | 6  | 13   | 80%   |
| 4    | Rusia     | 6   | 5 | 2 | 0 | 3 | 6  | 14 | -8   | 40%   |
| 5    | Japón     | 7   | 5 | 2 | 1 | 2 | 9  | 10 | -1   | 46,7% |
| 6    | Argentina | 4   | 5 | 1 | 1 | 3 | 12 | 14 | -2   | 26,7% |
| 7    | Venezuela | 6   | 5 | 2 | 0 | 3 | 15 | 30 | -15  | 40%   |
| 8    | Angola    | 0   | 5 | 0 | 0 | 5 | 4  | 34 | -30  | 0%    |